# Funes, un gran amor
Funes, un gran amor è un film del 1993 diretto da Raúl de la Torre.